# Franz Becker
Franz Becker (Colonia, 1º marzo 1918 – Colonia, 26 maggio 1965) è stato un calciatore tedesco, di ruolo centrocampista.

## Biografia
Nato a Colonia, ha militato nelle due squadre cittadine del Viktoria Colonia e del FC Colonia,  ove gioca tra gli altri con Hans Schäfer, Josef Röhrig e Fritz Herkenrath. Complessivamente, ha giocato nei due club di Colonia 50 partite in campionato. Nel 1954 ha terminato la sua carriera attiva.